# Sergej Jul'evič Vitte
Sergej Jul'evič Vitte, traslitterato anche Witte (in russo Сергей Юльевич Витте?; Tbilisi, 29 giugno 1849 – Pietrogrado, 13 marzo 1915), è stato un politico russo, che fu ministro delle finanze sotto gli imperatori Alessandro III e Nicola II, fu il primo capo del governo dell'Impero russo dal 6 novembre 1905 al 5 maggio 1906.

## Biografia
Nato a Tiflis (oggi Tbilisi, in Georgia), Sergej Jul'evič Witte era figlio di Julius Witte e di Katerina Andreevna Fadeev, nonché cugino per parte materna di Helena Blavatsky. Di origine tedesca del Baltico ed olandese, la sua famiglia paterna era già presente in Russia, nella regione del Mar Baltico, all'epoca di Pietro il Grande. Suo nonno materno, Andrej Michajlovič Fadeev, fu governatore di Saratov e consigliere privato del Caucaso. Sua nonna materna, Elena Pavlovna Dolgorukaja, apparteneva ad una famiglia della grande aristocrazia, molto legata alla famiglia imperiale.
Educato nella famiglia dei nonni materni, Witte studiò all'Università di Odessa, sperando di potersi dedicare alla matematica pura. Ma dopo essersi laureato, nel 1870, trovò un impiego nella Compagnia delle Ferrovie del sud-ovest, dove lavorò nell'amministrazione e nella gestione delle varie linee gestite dalla società e divenne un vero specialista in materia ferroviaria.
Fautore di una serie di accordi economici con la Germania, avviò l'industrializzazione del paese tramite la costruzione di una diffusa rete ferroviaria, volta anche a sviluppare le zone più interne della Russia: fu lui a spingere per la realizzazione della Transiberiana.
Nel 1889 diventò direttore delle ferrovie, nel febbraio 1892 fu nominato ministro delle comunicazioni e l'11 settembre dello stesso anno Alessandro III revocò il ministro delle finanze Ivan Alekseevič Vyšnegradskij, che l'aveva deluso, e nominò Vitte al suo posto. Nel 1894 Nicola II diventò imperatore e lo lasciò al suo posto come ministro delle finanze. In questa veste Vitte continuò le riforme finanziarie iniziate sotto lo zar precedente e nel 1897 instaurò il rublo-oro. Per sviluppare l'industria del paese ebbe ricorso al prestito straniero, che dal 1895 al 1899 passò a 275 milioni di rubli, in buona parte provenienti dalla Francia e dal Belgio. Negli anni 1890 la produzione aumentò dell'8%. Witte stabilizzò la moneta russa, introdusse il bimetallismo, ottenne dalla Germania delle condizioni tariffarie doganali molto favorevoli ed incoraggiò le società private straniere ad investire in Russia. Nel 1900 il numero di queste società (in gran parte francesi e belghe) salì a 300.
Ma questo sviluppo economico industriale non giovò ai contadini, che erano tassati pesantemente e individualmente non possedevano terre a sufficienza. Cosciente del problema, Witte tentò di convincere Nicola II di porvi rimedio, ma senza successo. Vitte era favorevole a una riforma agraria che superasse l'antica istituzione dell'obščina e avviasse la trasformazione in senso capitalistico dell'agricoltura. A fatica riuscì a ottenere dal sovrano la costituzione della Conferenza speciale per i bisogni dell'industria agricola, che iniziò i suoi lavori il 4 febbraio 1902. Presieduta però da elementi profondamente conservatori ed ostacolata dal ministro Pleve, che ottenne dallo zar il licenziamento di Witte, trascinò le sue riunioni fino al 12 aprile 1905, quando fu sciolta senza che avesse concluso nulla.
Nel 1903, si oppose alla guerra col Giappone e dette le dimissioni, per i servizi resi con la firma del trattato di pace di Portsmouth, nel 1905 Nicola II lo fece conte.

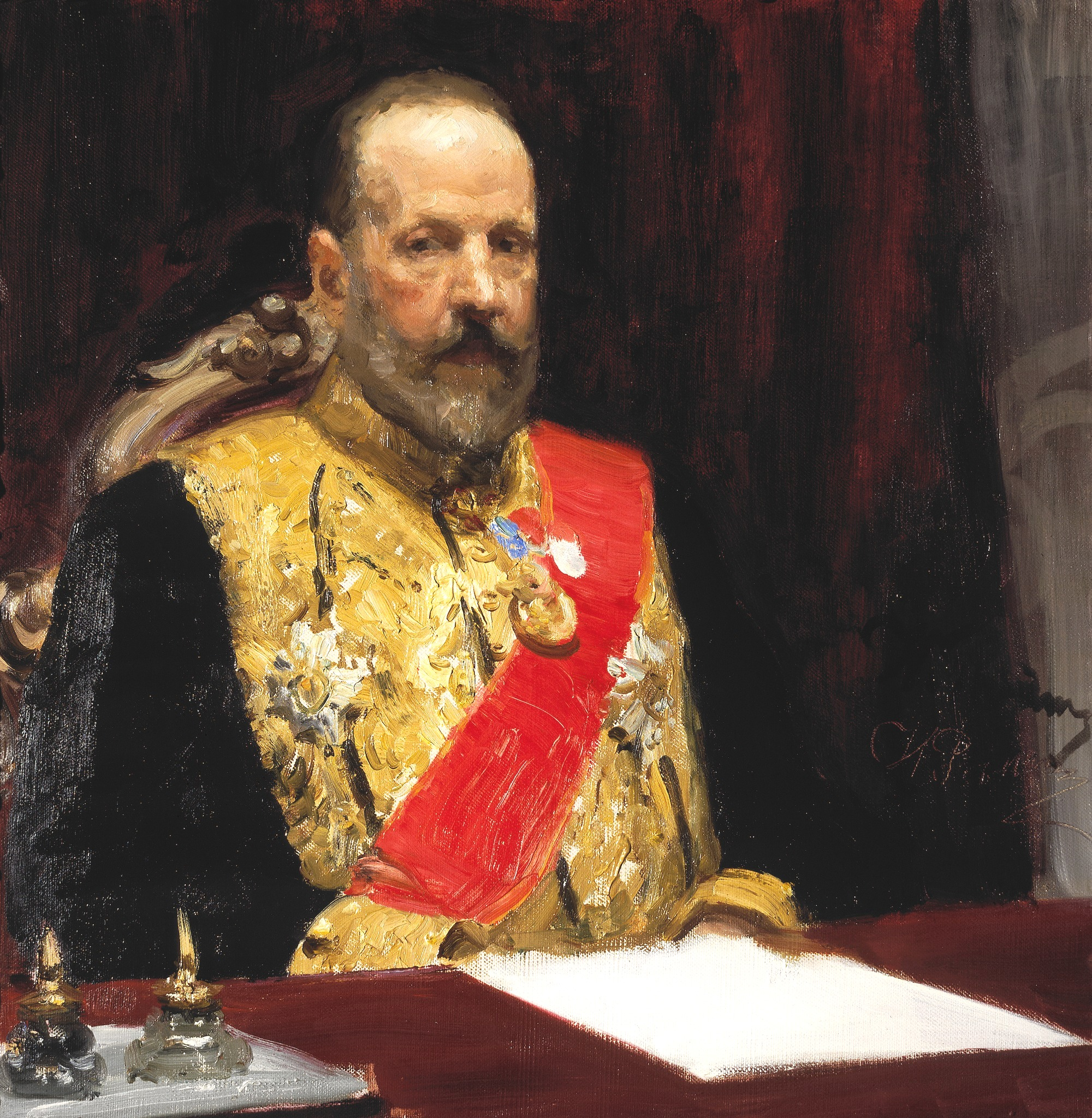
Ritratto di Witte, dipinto da Il'ja Efimovič Repin (1903).

La guerra russo-giapponese fu catastrofica per la Russia, e nel 1905, a seguito della sconfitta militare, cominciarono le rivolte. Nicola II domandò allora a Witte di redigere un memorandum, che fu all'origine del Manifesto del 17 ottobre 1905 col quale l'imperatore annunciò l'introduzione delle libertà di culto, parola, riunione e associazione, una larga partecipazione alla nuova Duma di Stato dell'Impero, che diventò una monarchia semi-costituzionale, e l'introduzione del suffragio diretto maschile, per quanto limitato. Questo manifesto fu precursore della prima costituzione russa del 1906.
Il 6 novembre 1905 Witte fu nominato primo ministro ed incaricato di formare il nuovo governo, ma le prime elezioni del maggio 1906 portarono alla vittoria dei radicali, Witte si dimise il 27 aprile e Nicola II lo sostituì con il reazionario Ivan Goremykin, per altro già in pensione.
Nel 1914 Witte cercò in tutti i modi di convincere lo zar a non partecipare alla prima guerra mondiale, ma rimase inascoltato.
Morì a causa di un infarto miocardico nel 1915.
Ha scritto delle Memorie pubblicate dopo la sua morte, nel 1921, e tradotte in varie lingue.
Massone, fu membro della loggia Amici philosophiae, fu pure martinista, superiore incognito, membro della Loggia Saint-Jean l'Apôtre.